# Lindera chunii
Lindera chunii är en lagerväxtart som beskrevs av Elmer Drew Merrill. Lindera chunii ingår i släktet Lindera och familjen lagerväxter. Inga underarter finns listade i Catalogue of Life.